# Marie (Arkansas)
Marie è un comune degli Stati Uniti d'America, situato in Arkansas, nella contea di Mississippi.